# Panenská Hůrka
Panenská Hůrka (deutsch Frauenberg) ist ein Ortsteil der Gemeinde Bílý Kostel nad Nisou in Tschechien. Sie liegt drei Kilometer westlich von Chrastava und gehört zum Okres Liberec.

## Geographie
Panenská Hůrka befindet sich im Nordwesten des Jeschkengebirges auf einem Sattel zwischen den Gründen Chladný důl und Obří strž linksseitig über Tal der Lausitzer Neiße. Der südwestlich gelegene Pass Jitravské sedlo (Freudenhöhe, 319 m) bildet den Übergang vom Jeschkengebirge zum Lausitzer Gebirge. Südlich des Dorfes erhebt sich die Dlouhá hora (Langer Berg, 748 m), im Südwesten der Velký Vápenný (Großer Kalkberg, 790 m) und der Jítravský vrch (Schwammberg, 651 m) mit der Ruine der Burg Roimund und dem Fellerkofel sowie im Westen der Vysoká (Trögelsberg, 545 m).
Unterhalb des Dorfes führt die Bahnstrecke Zittau–Liberec durch das Neißetal, die nächste Bahnstation ist Chrastava. Nördlich von Panenská Hůrka verläuft die Staatsstraße 13 / E 442 die Chrastava über den Jitravské sedlo nach Jablonné v Podještědí, von der dort die Staatsstraße 35 nach Zittau abzweigt.
Nachbarorte sind Bílý Kostel nad Nisou im Norden, Dolní Chratsva im Nordosten, Chrastava im Osten, Andělská Hora im Südosten, Rokytnice und Kryštofovo Údolí im Süden, Zdislava und Jítrava im Südwesten sowie Na Rozkoši und Dolní Suchá im Westen.

## Geschichte
Frauenberg entstand als eine mittelalterliche Bergbausiedlung. Heinrich von Dohna, der 1256 von Přemysl Ottokar II. mit der Burg Grafenstein belehnt worden war, rief noch im selben Jahre meißnische Bergleute ins Land, die in der Gegend von Frauenberg mit dem Schürfen begannen. Von dem gewonnenen Silber wurden auch die Münzstätten der Lausitz beliefert. Im 14. Jahrhundert wurde Frauenberg zum Bergflecken erhoben und mit Privilegien versehen. Außer Silber wurden Blei, Eisen und Kupfer gefördert. Bei der Teilung der Herrschaft Grafenstein erhielt 1347 Hans I. von Dohna das Gebiet links der Neiße und ließ die Burg Roimund errichten. Hans und Heinrich von Dohna auf Neurode verzichteten am 25. Jänner 1357 gegenüber ihren Vettern Hans und Wenzel von Dohna auf Grafenstein auf alle Ansprüche in der Herrschaft Grafenstein und gaben auch das ihnen dort zugestandene Bergbaurecht auf.

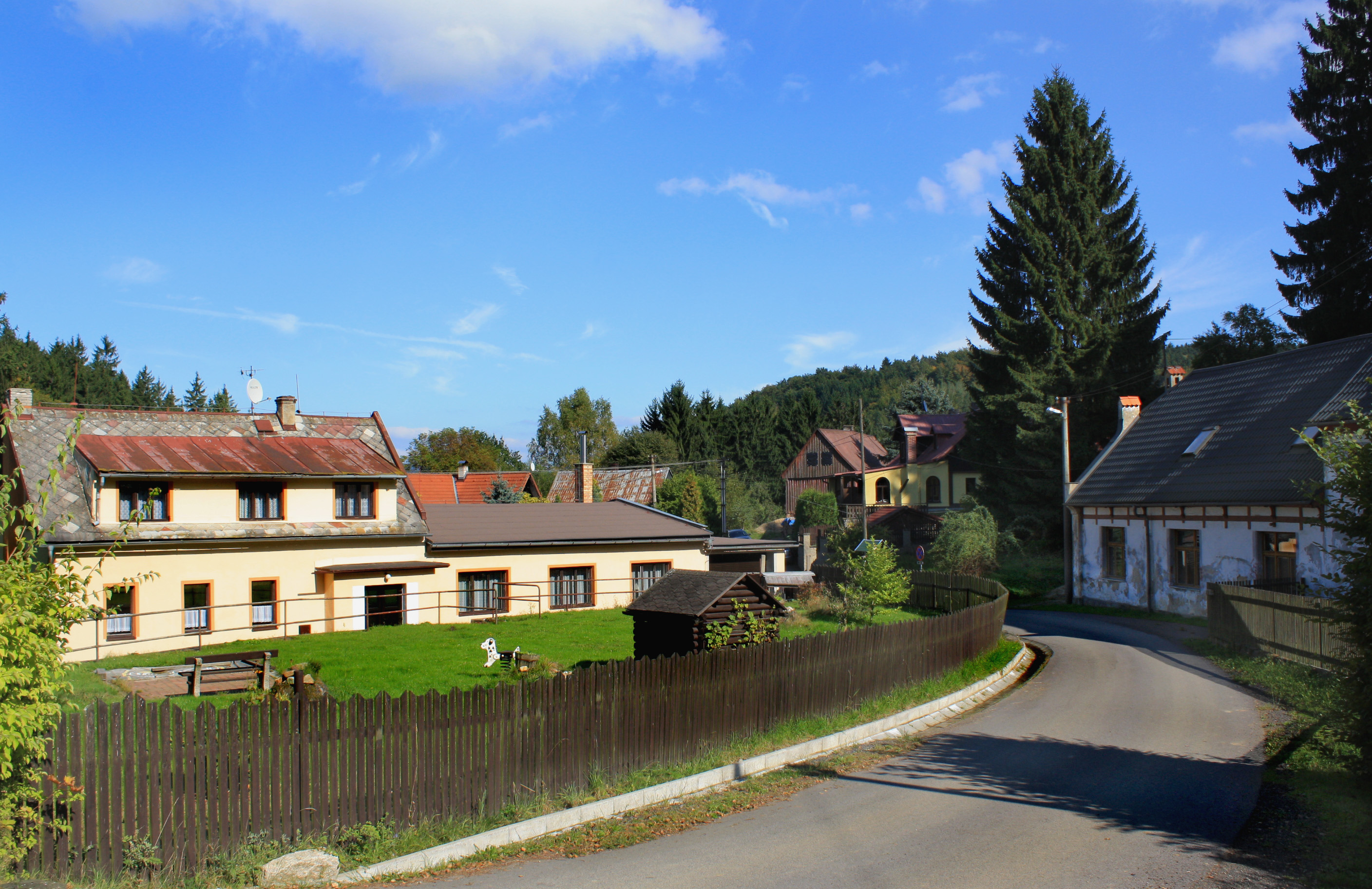
Der untere Teil von Panenská Hůrka

Nachdem Johann von Wartenberg 1414 die Burg Roimund erwarben hatte, setzte er die Brüder Hackenborn als Verwalter der Frauenberger Bergwerks ein. Ihnen oblag auch die Aufsicht der regelmäßigen Abfuhr des Anteils des Rates zu Görlitz am Frauenberger Bergbau. Seit 1419 setzten in der Gegend Hussiteneinfälle ein. Im Jahre 1424 eskalierte die Auseinandersetzung mit dem Görlitzer Rat, der dem Schichtmeister die Veruntreuung der bereitgestellten Mittel vorwarf. Die Bergleute verweigerten die Arbeit und reichten am 19. September eine Beschwerde im Interesse ihres gutes Rufes… und über die Zustände in der Oberlausitz beim Rat zu Iglau ein. Im Mai 1425 reisten drei Vertreter des Görlitzer Rates wegen Streits um ihren Anteil zusammen mit dem Abgesandten des Landvogtes, Meizner, nach Frauenberg.
Am 25. Oktober 1425 erteilte Kaiser Sigismund der Stadt Zittau das Privileg der Bleiwaage und -niederlage; zugleich überließ er der Stadt auch das auf dem Frauenberg gewonnene Blei und das Bergwerk in Frauenberg. Der Streit um die Ansprüche des Rates zu Görlitz legte sich wahrscheinlich in dem Wirren der Hussitenkriege. In der nachfolgenden Zeit lag das Bergwerk und die Schmelzhütte darnieder. Johann VI. und Nikolaus I. von Dohna auf Grafenstein konnten den Frauenberger Bergbau ab 1470 wieder zur Blüte bringen. Der Aufschluss ertragreicher Silbergruben in der Umgebung führten zur Gründung der neuen Bergsiedlung Engelsberg.
Im Jahre 1500 wurde dem Frauenberger Bergmeister vorgeworfen, Werkzeuge bei Räubern in Gerlachsheim zu kaufen. Zugleich wurde der Steiger Michael Kalo auf Kahlenberg beschuldigt, an dem Raubüberfall von Gerlachsheim beteiligt gewesen zu sein. In der zweiten Hälfte des 16. Jahrhunderts begann der Niedergang des Bergbaus. Technische Schwierigkeiten und die schlechte wirtschaftliche Lage der Herrschaft Grafenstein führten zu Ausständen der Bergleute und Streit unter den Gewerken, die sich um ihre Gelder gebracht sahen. 1562 verkauften die Burggrafen von Dohna die Herrschaft an Georg Mehl von Strehlitz. Inhaber des Bergrecht blieben sie jedoch weiterhin. 1570 klagte Hans von Dohna bei Kaiser Maximilian II. über die Verweigerung des ihm zustehenden Rechtes durch Georg Mehl.
Im Hungerjahr 1772 suchten die Bewohner der ehemaligen Bergorte Frauenberg und Engelsberg um Wiederaufnahme des erloschenen Bergbaus. Durch den Geologen Jan Josef Čapek aus Kuttenberg wurde im Auftrag des Besitzers von Grafenstein Christoph Christian Clam-Gallas eine Aufnahme des alten Bergbaus in Frauenberg, am Schachteberg bei Christofsgrund und am Schafberg bei Engelsberg gefertigt. Christoph Christian Clam-Gallas stellte eine große Summe von 3000 Florinen für die Wiederaufnahme des Bergbaus zur Verfügung. Im Jahre 1776 wurden die Arbeiten ohne Erfolg wieder eingestellt.
Nach der Aufhebung der Patrimonialherrschaften bildete Frauenberg ab 1850 einen Ortsteil der politischen Gemeinde Weisskirchen im Bezirk Reichenberg und Gerichtsbezirk Kratzau. Im Jahre 1890 bestand das Dorf aus 30 Häusern und hatte 158 Einwohner. Diese waren durchweg Katholiken und gehörten der deutschen Volksgruppe an. Zu dieser Zeit bestand im Dorf eine Weberei und eine Walke für Röcke. Gepfarrt war der Ort zur Kirche St. Nikolaus in Weisskirchen.
Infolge des Münchner Abkommens wurde Frauenberg als Teil der Gemeinde Weißkirchen an der Neiße 1938 dem Deutschen Reich zugeschlagen und gehörte bis 1945 zum Landkreis Reichenberg. Nach Kriegsende erfolgte die Vertreibung der deutschen Bevölkerung. Im Jahre 1946 erhielt der Ort den Namen Panenská Hůrka. 1991 hatte der Ort 6 Einwohner. Im Jahre 2001 bestand das Dorf aus 10 Wohnhäusern, in denen 8 Menschen lebten.
Heute ist Panenská Hůrka vor allem ein Erholungsort in den Wäldern des Jeschkengebirges. Am Fuße der Dlouhá hora erinnert im oberen Chladný důl der Platz Hutní kout (Frauenberger Hüttung) an Standort der Frauenberger Hütte.

## Sehenswürdigkeiten
- Ruine der Burg Roimund und Felsen Fellerkofel, südwestlich des Dorfes über der Freudenhöhe in den Wäldern des Jeschkengebirges
- Naturdenkmal Elefantensteine, südwestlich des Dorfes am Fuße der Vysoká im Lausitzer Gebirge
- Kapelle der hl. Dreifaltigkeit, geweiht 1911
- Bunkerlinien des Tschechoslowakischen Walls am Nordhang der Dlouhá hora